# Världsmästerskapen i beachvolleyboll 2011
Världsmästerskapen i beachvolleyboll 2011 är en turnering i beachvolleyboll som spelas 13-19 juni 2011 i Rom. Världsmästerskap i beachvolleyboll arrangeras vartannat år och det är första gången som Italien arrangerar tävlingen.

## Herr

### Format
48 lag som delats upp i 12 grupper ställer upp i turneringen. I det inledande gruppspelet möter alla varandra vilket ligger till grund till en tabell. 1:an och 2:an går direkt vidare till sextondelsfinal liksom de 8 bästa treorna.
Efter gruppspelet är turneringen en vanlig utslagsturnering som leder fram till en final.

### Round Robin
|  | Laget går vidare till sextondelsfinal                               |
|  | Laget slutade trea i sin grupp och gick vidare till sextondelsfinal |
|  | Laget är utslaget                                                   |

#### Grupp A
|       |                   |   | Matcher | Matcher | Poäng | Poäng | Poäng | Set | Set | Set   |
| Plac. | Lag               | P | V       | F       | V     | F     | Ratio | V   | F   | Ratio |
| ----- | ----------------- | - | ------- | ------- | ----- | ----- | ----- | --- | --- | ----- |
| 1     | Jennings–Wong     | 6 | 3       | 0       | 140   | 92    | 1.522 | 6   | 1   | 6.000 |
| 2     | Rogers–Dalhausser | 5 | 2       | 1       | 116   | 101   | 1.149 | 4   | 2   | 2.000 |
| 3     | Cès–Cès           | 4 | 1       | 2       | 114   | 118   | 0.966 | 3   | 4   | 0.750 |
| 4     | Morais–Silva      | 3 | 0       | 3       | 67    | 126   | 0.532 | 0   | 6   | 0.000 |

| Datum   |                   | Resultat |               | Set 1 | Set 2 | Set 3 |
| ------- | ----------------- | -------- | ------------- | ----- | ----- | ----- |
| 13 juni | Cès–Cès           | 2–0      | Morais–Silva  | 21-11 | 21-10 |       |
| 13 juni | Rogers–Dalhausser | 0–2      | Jennings–Wong | 20-22 | 12-21 |       |
| 14 juni | Jennings–Wong     | 2–1      | Cès–Cès       | 19-21 | 21-9  | 15-10 |
| 14 juni | Rogers–Dalhausser | 2–0      | Morais–Silva  | 21-13 | 21-13 |       |
| 15 juni | Jennings–Wong     | 2–0      | Morais–Silva  | 21-12 | 21-8  |       |
| 15 juni | Rogers–Dalhausser | 2–0      | Cès–Cès       | 21-19 | 21-13 |       |

#### Grupp B
|       |                    |   | Matcher | Matcher | Poäng | Poäng | Poäng | Set | Set | Set   |
| Plac. | Lag                | P | V       | F       | V     | F     | Ratio | V   | F   | Ratio |
| ----- | ------------------ | - | ------- | ------- | ----- | ----- | ----- | --- | --- | ----- |
| 1     | Emanuel–Alison     | 6 | 3       | 0       | 142   | 115   | 1.235 | 6   | 1   | 6.000 |
| 2     | Søderberg–A. Hoyer | 5 | 2       | 1       | 150   | 145   | 1.034 | 5   | 3   | 1.667 |
| 3     | Lochhead–Pitman    | 4 | 1       | 2       | 133   | 130   | 1.023 | 3   | 4   | 0.750 |
| 4     | Babich–Ioisher     | 3 | 0       | 3       | 92    | 127   | 0.724 | 0   | 6   | 0.000 |

| Datum   |                    | Resultat |                    | Set 1 | Set 2 | Set 3 |
| ------- | ------------------ | -------- | ------------------ | ----- | ----- | ----- |
| 14 juni | Søderberg–A. Hoyer | 2–0      | Babich–Ioisher     | 22-20 | 21-13 |       |
| 14 juni | Emanuel–Alison     | 2–0      | Lochhead–Pitman    | 21-19 | 21-18 |       |
| 15 juni | Lochhead–Pitman    | 2–0      | Babich–Ioisher     | 21-19 | 21-14 |       |
| 15 juni | Emanuel–Alison     | 2–1      | Søderberg–A. Hoyer | 21-18 | 22-24 | 15-10 |
| 16 juni | Søderberg–A. Hoyer | 2–1      | Lochhead–Pitman    | 21-18 | 17-21 | 17-15 |
| 16 juni | Emanuel–Alison     | 2–0      | Babich–Ioisher     | 21-13 | 21-13 |       |

#### Grupp C
|       |                       |   | Matcher | Matcher | Poäng | Poäng | Poäng | Set | Set | Set   |
| Plac. | Lag                   | P | V       | F       | V     | F     | Ratio | V   | F   | Ratio |
| ----- | --------------------- | - | ------- | ------- | ----- | ----- | ----- | --- | --- | ----- |
| 1     | Márcio Araújo–Ricardo | 5 | 2       | 1       | 163   | 155   | 1.052 | 5   | 4   | 1.250 |
| 2     | Gabathuler–Schnider   | 5 | 2       | 1       | 151   | 136   | 1.110 | 5   | 3   | 1.667 |
| 3     | Redmann–Saxton        | 4 | 1       | 2       | 145   | 145   | 1.000 | 4   | 4   | 1.000 |
| 4     | E. Boersma–Spijkers   | 4 | 1       | 2       | 109   | 132   | 0.826 | 2   | 5   | 0.400 |

| Datum   |                       | Resultat |                     | Set 1 | Set 2 | Set 3 |
| ------- | --------------------- | -------- | ------------------- | ----- | ----- | ----- |
| 14 juni | E. Boersma–Spijkers   | 0–2      | Redmann–Saxton      | 18-21 | 17-21 |       |
| 14 juni | Márcio Araújo–Ricardo | 2–1      | Gabathuler–Schnider | 21-15 | 19-21 | 20-18 |
| 15 juni | Gabathuler–Schnider   | 2–1      | Redmann–Saxton      | 21-17 | 19-21 | 15-12 |
| 15 juni | Márcio Araújo–Ricardo | 1–2      | E. Boersma–Spijkers | 21-12 | 17-21 | 10-15 |
| 16 juni | E. Boersma–Spijkers   | 0–2      | Gabathuler–Schnider | 14-21 | 12-21 |       |
| 16 juni | Márcio Araújo–Ricardo | 2–1      | Redmann–Saxton      | 23-21 | 17-21 | 15-11 |

#### Grupp D
|       |                        |   | Matcher | Matcher | Poäng | Poäng | Poäng | Set | Set | Set   |
| Plac. | Lag                    | P | V       | F       | V     | F     | Ratio | V   | F   | Ratio |
| ----- | ---------------------- | - | ------- | ------- | ----- | ----- | ----- | --- | --- | ----- |
| 1     | Brink–Reckermann       | 6 | 3       | 0       | 126   | 86    | 1.465 | 6   | 0   | MAX   |
| 2     | Heuscher–Bellaguarda   | 5 | 2       | 1       | 133   | 148   | 0.899 | 4   | 4   | 1.000 |
| 3     | Kądzioła–Szałankiewicz | 4 | 1       | 2       | 130   | 130   | 1.000 | 3   | 4   | 0.750 |
| 4     | Likholetov–Pastukhov   | 3 | 0       | 3       | 111   | 136   | 0.816 | 1   | 6   | 0.167 |

| Datum   |                      | Resultat |                        | Set 1 | Set 2 | Set 3 |
| ------- | -------------------- | -------- | ---------------------- | ----- | ----- | ----- |
| 14 juni | Heuscher–Bellaguarda | 2–1      | Kądzioła–Szałankiewicz | 22-20 | 14-21 | 16-14 |
| 14 juni | Brink–Reckermann     | 2–0      | Likholetov–Pastukhov   | 21-11 | 21-13 |       |
| 15 juni | Likholetov–Pastukhov | 0–2      | Kądzioła–Szałankiewicz | 16-21 | 20-22 |       |
| 15 juni | Brink–Reckermann     | 2–0      | Heuscher–Bellaguarda   | 21-17 | 21-13 |       |
| 16 juni | Heuscher–Bellaguarda | 2–1      | Likholetov–Pastukhov   | 21-17 | 15-21 | 15-13 |
| 16 juni | Brink–Reckermann     | 2–0      | Kądzioła–Szałankiewicz | 21-18 | 21-14 |       |

#### Grupp E
|       |                   |   | Matcher | Matcher | Poäng | Poäng | Poäng | Set | Set | Set   |
| Plac. | Lag               | P | V       | F       | V     | F     | Ratio | V   | F   | Ratio |
| ----- | ----------------- | - | ------- | ------- | ----- | ----- | ----- | --- | --- | ----- |
| 1     | Erdmann–Matysik   | 5 | 2       | 1       | 145   | 127   | 1.142 | 5   | 3   | 1.667 |
| 2     | Heyer–Chevallier  | 5 | 2       | 1       | 138   | 131   | 1.053 | 4   | 3   | 1.333 |
| 3     | Doppler–Mellitzer | 4 | 1       | 2       | 133   | 134   | 0.993 | 3   | 4   | 0.750 |
| 4     | Klemperer–Koreng  | 4 | 1       | 2       | 122   | 146   | 0.836 | 3   | 5   | 0.600 |

| Datum   |                  | Resultat |                   | Set 1 | Set 2 | Set 3 |
| ------- | ---------------- | -------- | ----------------- | ----- | ----- | ----- |
| 13 juni | Heyer–Chevallier | 2–0      | Doppler–Mellitzer | 27-25 | 21-19 |       |
| 13 juni | Klemperer–Koreng | 2–1      | Erdmann–Matysik   | 7-21  | 21-15 | 16-14 |
| 15 juni | Erdmann–Matysik  | 2–1      | Doppler–Mellitzer | 17-21 | 21-18 | 15-8  |
| 15 juni | Klemperer–Koreng | 1–2      | Heyer–Chevallier  | 12-21 | 21-18 | 12-15 |
| 16 juni | Erdmann–Matysik  | 2–0      | Heyer–Chevallier  | 21-19 | 21-17 |       |
| 16 juni | Klemperer–Koreng | 0–2      | Doppler–Mellitzer | 14-21 | 19-21 |       |

#### Grupp F
|       |                    |   | Matcher | Matcher | Poäng | Poäng | Poäng | Set | Set | Set   |
| Plac. | Lag                | P | V       | F       | V     | F     | Ratio | V   | F   | Ratio |
| ----- | ------------------ | - | ------- | ------- | ----- | ----- | ----- | --- | --- | ----- |
| 1     | Fijałek–Prudel     | 6 | 3       | 0       | 129   | 107   | 1.206 | 6   | 0   | MAX   |
| 2     | Xu–Wu              | 5 | 2       | 1       | 137   | 123   | 1.114 | 4   | 3   | 1.333 |
| 3     | Tomatis–Lupo       | 4 | 1       | 2       | 104   | 109   | 0.954 | 2   | 4   | 0.500 |
| 4     | Skarlund–Spinnangr | 3 | 0       | 3       | 118   | 139   | 0.849 | 1   | 6   | 0.167 |

| Datum   |                    | Resultat |                    | Set 1 | Set 2 | Set 3 |
| ------- | ------------------ | -------- | ------------------ | ----- | ----- | ----- |
| 14 juni | Skarlund–Spinnangr | 0–2      | Tomatis–Lupo       | 17-21 | 18-21 |       |
| 14 juni | Xu–Wu              | 0–2      | Fijałek–Prudel     | 18-21 | 22-24 |       |
| 15 juni | Fijałek–Prudel     | 2–0      | Tomatis–Lupo       | 21-19 | 21-14 |       |
| 15 juni | Xu–Wu              | 2–1      | Skarlund–Spinnangr | 19-21 | 21-17 | 15-11 |
| 16 juni | Skarlund–Spinnangr | 0–2      | Fijałek–Prudel     | 18-21 | 16-21 |       |
| 16 juni | Xu–Wu              | 2–0      | Tomatis–Lupo       | 21-16 | 21-13 |       |

#### Grupp G
|       |                    |   | Matcher | Matcher | Poäng | Poäng | Poäng | Set | Set | Set   |
| Plac. | Lag                | P | V       | F       | V     | F     | Ratio | V   | F   | Ratio |
| ----- | ------------------ | - | ------- | ------- | ----- | ----- | ----- | --- | --- | ----- |
| 1     | Fuerbringer–Lucena | 6 | 3       | 0       | 138   | 110   | 1.255 | 6   | 1   | 6.000 |
| 2     | Thiago–Harley      | 4 | 1       | 2       | 123   | 128   | 0.961 | 3   | 4   | 0.750 |
| 3     | Geor–Gia           | 4 | 1       | 2       | 118   | 126   | 0.937 | 3   | 4   | 0.750 |
| 4     | Boehm–Kapa         | 4 | 1       | 2       | 119   | 134   | 0.888 | 2   | 5   | 0.400 |

| Datum   |                    | Resultat |               | Set 1 | Set 2 | Set 3 |
| ------- | ------------------ | -------- | ------------- | ----- | ----- | ----- |
| 13 juni | Geor–Gia           | 2–0      | Boehm–Kapa    | 21-16 | 21-14 |       |
| 13 juni | Fuerbringer–Lucena | 2–0      | Thiago–Harley | 21-14 | 21-17 |       |
| 14 juni | Thiago–Harley      | 2–0      | Geor–Gia      | 21-13 | 21-19 |       |
| 14 juni | Fuerbringer–Lucena | 2–0      | Boehm–Kapa    | 21-16 | 21-19 |       |
| 15 juni | Thiago–Harley      | 1–2      | Boehm–Kapa    | 21-18 | 19-21 | 10-15 |
| 15 juni | Fuerbringer–Lucena | 2–1      | Geor–Gia      | 18-21 | 21-13 | 15-10 |

#### Grupp H
|       |                     |   | Matcher | Matcher | Poäng | Poäng | Poäng | Set | Set | Set   |
| Plac. | Lag                 | P | V       | F       | V     | F     | Ratio | V   | F   | Ratio |
| ----- | ------------------- | - | ------- | ------- | ----- | ----- | ----- | --- | --- | ----- |
| 1     | Nummerdor–Schuil    | 6 | 3       | 0       | 126   | 102   | 1.235 | 6   | 0   | MAX   |
| 2     | Bruno–Benjamin      | 5 | 2       | 1       | 150   | 157   | 0.955 | 4   | 4   | 1.000 |
| 3     | Mesa–Lario          | 4 | 1       | 2       | 141   | 139   | 1.014 | 3   | 4   | 0.750 |
| 4     | Sidorenko–Dyachenko | 3 | 0       | 3       | 127   | 146   | 0.870 | 1   | 6   | 0.167 |

| Datum   |                  | Resultat |                     | Set 1 | Set 2 | Set 3 |
| ------- | ---------------- | -------- | ------------------- | ----- | ----- | ----- |
| 13 juni | Nummerdor–Schuil | 2–0      | Sidorenko–Dyachenko | 21-19 | 21-15 |       |
| 13 juni | Bruno–Benjamin   | 2–1      | Mesa–Lario          | 15-21 | 21-18 | 23-21 |
| 15 juni | Mesa–Lario       | 2–0      | Sidorenko–Dyachenko | 21-16 | 24-22 |       |
| 15 juni | Bruno–Benjamin   | 0–2      | Nummerdor–Schuil    | 14-21 | 18-21 |       |
| 16 juni | Nummerdor–Schuil | 2–0      | Mesa–Lario          | 21-17 | 21-19 |       |
| 16 juni | Bruno–Benjamin   | 2–1      | Sidorenko–Dyachenko | 26-24 | 18-21 | 15-10 |

#### Grupp J
|       |                    |   | Matcher | Matcher | Poäng | Poäng | Poäng | Set | Set | Set   |
| Plac. | Lag                | P | V       | F       | V     | F     | Ratio | V   | F   | Ratio |
| ----- | ------------------ | - | ------- | ------- | ----- | ----- | ----- | --- | --- | ----- |
| 1     | Herrera–Gavira     | 5 | 2       | 1       | 151   | 133   | 1.135 | 5   | 2   | 2.500 |
| 2     | Semenov–Koshkarev  | 5 | 2       | 1       | 164   | 165   | 0.994 | 5   | 4   | 1.250 |
| 3     | Müllner–Horst      | 5 | 2       | 1       | 139   | 139   | 1.000 | 4   | 4   | 1.000 |
| 4     | M. Laciga–Weingart | 3 | 0       | 3       | 150   | 167   | 0.898 | 2   | 6   | 0.333 |

| Datum   |                   | Resultat |                    | Set 1 | Set 2 | Set 3 |
| ------- | ----------------- | -------- | ------------------ | ----- | ----- | ----- |
| 13 juni | Semenov–Koshkarev | 2–1      | M. Laciga–Weingart | 21-17 | 17-21 | 22-20 |
| 13 juni | Herrera–Gavira    | 2–0      | Müllner–Horst      | 21-19 | 21-15 |       |
| 14 juni | Müllner–Horst     | 2–1      | M. Laciga–Weingart | 18-21 | 21-17 | 15-8  |
| 14 juni | Herrera–Gavira    | 1–2      | Semenov–Koshkarev  | 21-14 | 21-23 | 14-16 |
| 15 juni | Semenov–Koshkarev | 1–2      | Müllner–Horst      | 21-14 | 20-22 | 10-15 |
| 15 juni | Herrera–Gavira    | 2–0      | M. Laciga–Weingart | 32-30 | 21-16 |       |

#### Grupp K
|       |                   |   | Matcher | Matcher | Poäng | Poäng | Poäng | Set | Set | Set   |
| Plac. | Lag               | P | V       | F       | V     | F     | Ratio | V   | F   | Ratio |
| ----- | ----------------- | - | ------- | ------- | ----- | ----- | ----- | --- | --- | ----- |
| 1     | Pļaviņš–Šmēdiņš   | 6 | 3       | 0       | 126   | 99    | 1.273 | 6   | 0   | MAX   |
| 2     | Gibb–Rosenthal    | 5 | 2       | 1       | 134   | 135   | 0.993 | 4   | 3   | 1.333 |
| 3     | Vesik–Jaani       | 4 | 1       | 2       | 131   | 129   | 1.016 | 3   | 4   | 0.750 |
| 4     | Prokopiev–Bogatov | 3 | 0       | 3       | 98    | 126   | 0.778 | 0   | 6   | 0.000 |

| Datum   |                 | Resultat |                   | Set 1 | Set 2 | Set 3 |
| ------- | --------------- | -------- | ----------------- | ----- | ----- | ----- |
| 13 juni | Pļaviņš–Šmēdiņš | 2–0      | Prokopiev–Bogatov | 21-18 | 21-16 |       |
| 13 juni | Gibb–Rosenthal  | 2–1      | Vesik–Jaani       | 17-21 | 24-22 | 17-15 |
| 15 juni | Pļaviņš–Šmēdiņš | 2–0      | Vesik–Jaani       | 21-16 | 21-15 |       |
| 15 juni | Gibb–Rosenthal  | 2–0      | Prokopiev–Bogatov | 21-17 | 21-18 |       |
| 16 juni | Vesik–Jaani     | 2–0      | Prokopiev–Bogatov | 21-17 | 21-12 |       |
| 16 juni | Gibb–Rosenthal  | 0–2      | Pļaviņš–Šmēdiņš   | 15-21 | 19-21 |       |

#### Grupp L
|       |                      |   | Matcher | Matcher | Poäng | Poäng | Poäng | Set | Set | Set   |
| Plac. | Lag                  | P | V       | F       | V     | F     | Ratio | V   | F   | Ratio |
| ----- | -------------------- | - | ------- | ------- | ----- | ----- | ----- | --- | --- | ----- |
| 1     | Beneš–Kubala         | 6 | 3       | 0       | 151   | 137   | 1.102 | 6   | 2   | 3.000 |
| 2     | Samoilovs–Sorokins   | 4 | 1       | 2       | 128   | 130   | 0.985 | 3   | 4   | 0.750 |
| 3     | Paolo–Martino        | 4 | 1       | 2       | 154   | 157   | 0.981 | 4   | 5   | 0.800 |
| 4     | Gunnarsson–Brinkborg | 4 | 1       | 2       | 146   | 155   | 0.942 | 3   | 5   | 0.600 |

| Datum   |                      | Resultat |                      | Set 1 | Set 2 | Set 3 |
| ------- | -------------------- | -------- | -------------------- | ----- | ----- | ----- |
| 13 juni | Paolo–Martino        | 2–1      | Samoilovs–Sorokins   | 21-17 | 15-21 | 15-11 |
| 13 juni | Beneš–Kubala         | 2–1      | Gunnarsson–Brinkborg | 21-19 | 20-22 | 15-13 |
| 14 juni | Paolo–Martino        | 1–2      | Gunnarsson–Brinkborg | 21-17 | 21-23 | 13-15 |
| 14 juni | Beneš–Kubala         | 2–0      | Samoilovs–Sorokins   | 21-19 | 21-16 |       |
| 15 juni | Gunnarsson–Brinkborg | 0–2      | Samoilovs–Sorokins   | 16-21 | 21-23 |       |
| 15 juni | Beneš–Kubala         | 2–1      | Paolo–Martino        | 17-21 | 21-19 | 15-8  |

#### Grupp M
|       |                      |   | Matcher | Matcher | Poäng | Poäng | Poäng | Set | Set | Set   |
| Plac. | Lag                  | P | V       | F       | V     | F     | Ratio | V   | F   | Ratio |
| ----- | -------------------- | - | ------- | ------- | ----- | ----- | ----- | --- | --- | ----- |
| 1     | Ferramenta–Pedro     | 6 | 3       | 0       | 140   | 108   | 1.296 | 6   | 1   | 6.000 |
| 2     | Dollinger–Windscheif | 5 | 2       | 1       | 122   | 132   | 0.924 | 4   | 3   | 1.333 |
| 3     | Ingrosso–P. Ingrosso | 4 | 1       | 2       | 123   | 128   | 0.961 | 3   | 4   | 0.750 |
| 4     | Barsouk–Yutvalin     | 3 | 0       | 3       | 119   | 136   | 0.875 | 1   | 6   | 0.167 |

| Datum   |                      | Resultat |                      | Set 1 | Set 2 | Set 3 |
| ------- | -------------------- | -------- | -------------------- | ----- | ----- | ----- |
| 13 juni | Ingrosso–P. Ingrosso | 2–0      | Barsouk–Yutvalin     | 21-14 | 21-16 |       |
| 13 juni | Ferramenta–Pedro     | 2–0      | Dollinger–Windscheif | 21-12 | 21-16 |       |
| 14 juni | Dollinger–Windscheif | 2–1      | Barsouk–Yutvalin     | 15-21 | 22-20 | 15-13 |
| 14 juni | Ferramenta–Pedro     | 2–1      | Ingrosso–P. Ingrosso | 20-22 | 21-10 | 15-13 |
| 16 juni | Ingrosso–P. Ingrosso | 0–2      | Dollinger–Windscheif | 18-21 | 18-21 |       |
| 16 juni | Ferramenta–Pedro     | 2–0      | Barsouk–Yutvalin     | 21-19 | 21-16 |       |

#### Tredjeplacerade lag
De åtta bästa treorna går vidare till sextondelsfinal.
|       |                                  |   | Matcher | Matcher | Poäng | Poäng | Poäng | Set | Set | Set   |
| Plac. | Lag                              | P | V       | F       | V     | F     | Ratio | V   | F   | Ratio |
| ----- | -------------------------------- | - | ------- | ------- | ----- | ----- | ----- | --- | --- | ----- |
| 1     | Müllner–Horst (Grupp J)          | 5 | 2       | 1       | 139   | 139   | 1.000 | 4   | 4   | 1.000 |
| 2     | Redmann–Saxton (Grupp C)         | 4 | 1       | 2       | 145   | 145   | 1.000 | 4   | 4   | 1.000 |
| 3     | Paolo–Martino (Grupp L)          | 4 | 1       | 2       | 154   | 157   | 0.981 | 4   | 5   | 0.800 |
| 4     | Lochhead–Pitman (Grupp B)        | 4 | 1       | 2       | 133   | 130   | 1.023 | 3   | 4   | 0.750 |
| 5     | Vesik–Jaani (Grupp K)            | 4 | 1       | 2       | 131   | 129   | 1.016 | 3   | 4   | 0.750 |
| 6     | Mesa–Lario (Grupp H)             | 4 | 1       | 2       | 141   | 139   | 1.014 | 3   | 4   | 0.750 |
| 7     | Kądzioła–Szałankiewicz (Grupp D) | 4 | 1       | 2       | 130   | 130   | 1.000 | 3   | 4   | 0.750 |
| 8     | Doppler–Mellitzer (Grupp E)      | 4 | 1       | 2       | 133   | 134   | 0.993 | 3   | 4   | 0.750 |
| 9     | Cès–Cès (Grupp A)                | 4 | 1       | 2       | 114   | 118   | 0.966 | 3   | 4   | 0.750 |
| 10    | Ingrosso–Ingrosso (Grupp M)      | 4 | 1       | 2       | 123   | 128   | 0.961 | 3   | 4   | 0.750 |
| 11    | Geor–Gia (Grupp G)               | 4 | 1       | 2       | 118   | 126   | 0.937 | 3   | 4   | 0.750 |
| 12    | Tomatis–Lupo (Grupp F)           | 4 | 1       | 2       | 104   | 119   | 0.874 | 2   | 4   | 0.500 |

### Slutspel

#### Sextondelsfinal
| Datum   |                        | Resultat |                      | Set 1 | Set 2 | Set 3 |
| ------- | ---------------------- | -------- | -------------------- | ----- | ----- | ----- |
| 17 juni | Mesa–Lario             | 0–2      | Emanuel–Alison       | 16–21 | 15–21 |       |
| 17 juni | Xu–Wu                  | 0–2      | Semenov–Koshkarev    | 19–21 | 17–21 |       |
| 17 juni | Ferramenta–Pedro       | 2–1      | Samoilovs–Sorokins   | 21–19 | 14–21 | 15–10 |
| 17 juni | Fuerbringer–Lucena     | 2–1      | Müllner–Horst        | 21–18 | 17–21 | 15–8  |
| 17 juni | Fijałek–Prudel         | 2–0      | Redmann–Saxton       | 21–18 | 21–19 |       |
| 17 juni | Beneš–Kubala           | 1–2      | Bruno–Benjamin       | 21–19 | 17–21 | 9–15  |
| 17 juni | Rogers–Dalhausser      | 2–0      | Gibb–Rosenthal       | 21–14 | 21–18 |       |
| 17 juni | Brink–Reckermann       | 2–0      | Vesik–Jaani          | 21–17 | 21–19 |       |
| 17 juni | Kądzioła–Szałankiewicz | 0–2      | Araújo–Ricardo       | 13–21 | 17–21 |       |
| 17 juni | Gabathuler–Schnider    | 1–2      | Dollinger–Windscheif | 21–12 | 18–21 | 12–15 |
| 17 juni | Herrera–Gavira         | 2–1      | Heuscher–Bellaguarda | 18–21 | 21–13 | 15–13 |
| 17 juni | Nummerdor–Schuil       | 0–2      | Nicolai–Martino      | 17–21 | 22–24 |       |
| 17 juni | Erdmann–Matysik        | 2–0      | Lochhead–Pitman      | 21–15 | 21–14 |       |
| 17 juni | Pļaviņš–Šmēdiņš        | 2–0      | Thiago–Harley        | 21–15 | 21–12 |       |
| 17 juni | Søderberg–Hoyer        | 2–0      | Heyer–Chevallier     | 21–18 | 21–18 |       |
| 17 juni | Jennings–Wong          | 1–2      | Doppler–Mellitzer    | 21–17 | 16–21 | 16–18 |

#### Åttondelsfinal
| Datum   |                      | Resultat |                   | Set 1 | Set 2 | Set 3 |
| ------- | -------------------- | -------- | ----------------- | ----- | ----- | ----- |
| 17 juni | Semenov–Koshkarev    | 0–2      | Emanuel–Alison    | 17–21 | 17–21 |       |
| 17 juni | Fuerbringer–Lucena   | 1–2      | Ferramenta–Pedro  | 19–21 | 21–15 | 13–15 |
| 17 juni | Bruno–Benjamin       | 0–2      | Fijałek–Prudel    | 13–21 | 16–21 |       |
| 17 juni | Brink–Reckermann     | 2–1      | Rogers–Dalhausser | 17–21 | 21–19 | 18–16 |
| 17 juni | Dollinger–Windscheif | 1–2      | Araújo–Ricardo    | 20–22 | 21–19 | 21–23 |
| 17 juni | Nicolai–Martino      | 1–2      | Herrera–Gavira    | 18–21 | 21–18 | 11–15 |
| 17 juni | Pļaviņš–Šmēdiņš      | 2–1      | Erdmann–Matysik   | 21–17 | 16–21 | 19–17 |
| 17 juni | Doppler–Mellitzer    | 0–2      | Søderberg–Hoyer   | 12–21 | 18–21 |       |

#### Kvartsfinal
| Datum   |                  | Resultat |                 | Set 1 | Set 2 | Set 3 |
| ------- | ---------------- | -------- | --------------- | ----- | ----- | ----- |
| 18 juni | Ferramenta–Pedro | 0–2      | Emanuel–Alison  | 20–22 | 16–21 |       |
| 18 juni | Brink–Reckermann | 2–0      | Fijałek–Prudel  | 21–15 | 21–16 |       |
| 18 juni | Herrera–Gavira   | 0–2      | Araújo–Ricardo  | 18–21 | 17–21 |       |
| 18 juni | Søderberg–Hoyer  | 0–2      | Pļaviņš–Šmēdiņš | 19–21 | 17–21 |       |

#### Semifinal
| Datum   |                  | Resultat |                | Set 1 | Set 2 | Set 3 |
| ------- | ---------------- | -------- | -------------- | ----- | ----- | ----- |
| 18 juni | Brink–Reckermann | 0–2      | Emanuel–Alison | 15–21 | 15–21 |       |
| 18 juni | Pļaviņš–Šmēdiņš  | 0–2      | Araújo–Ricardo | 20–22 | 16–21 |       |

#### Bronsmatch
| Datum   |                 | Resultat |                  | Set 1 | Set 2 | Set 3 |
| ------- | --------------- | -------- | ---------------- | ----- | ----- | ----- |
| 19 juni | Pļaviņš–Šmēdiņš | 1–2      | Brink–Reckermann | 20–22 | 21–18 | 11–15 |

#### Final
| Datum   |                | Resultat |                | Set 1 | Set 2 | Set 3 |
| ------- | -------------- | -------- | -------------- | ----- | ----- | ----- |
| 19 juni | Araújo–Ricardo | 0–2      | Emanuel–Alison | 16–21 | 15–21 |       |

## Dam

### Format
48 lag som delats upp i 12 grupper ställer upp i turneringen. I det inledande gruppspelet möter alla varandra vilket ligger till grund till en tabell. 1:an och 2:an går direkt vidare till sextondelsfinal liksom de 8 bästa treorna.
Efter gruppspelet är turneringen en vanlig utslagsturnering som leder fram till en final.

### Round Robin
|  | Laget går vidare till sextondelsfinal                                 |
|  | Laget slutade trea i sin grupp och kan gå vidare till sextondelsfinal |
|  | Laget är utslaget                                                     |

#### Grupp A
|       |                 |   | Matcher | Matcher | Poäng | Poäng | Poäng | Set | Set | Set   |
| Plac. | Lag             | P | V       | F       | V     | F     | Ratio | V   | F   | Ratio |
| ----- | --------------- | - | ------- | ------- | ----- | ----- | ----- | --- | --- | ----- |
| 1     | Larissa–Juliana | 6 | 3       | 0       | 126   | 79    | 1.595 | 6   | 0   | MAX   |
| 2     | Köhler–Sude     | 5 | 2       | 1       | 116   | 107   | 1.084 | 4   | 2   | 2.000 |
| 3     | Kadijk–Mooren   | 4 | 1       | 2       | 110   | 122   | 0.902 | 2   | 4   | 0.500 |
| 4     | Toth–Benazzi    | 3 | 0       | 3       | 83    | 127   | 0.654 | 0   | 6   | 0.000 |

| Datum   |                 | Resultat |               | Set 1 | Set 2 | Set 3 |
| ------- | --------------- | -------- | ------------- | ----- | ----- | ----- |
| 13 juni | Köhler–Sude     | 2–0      | Kadijk–Mooren | 21–15 | 22–20 |       |
| 13 juni | Larissa–Juliana | 2–0      | Toth–Benazzi  | 21–7  | 21–9  |       |
| 14 juni | Larissa–Juliana | 2–0      | Kadijk–Mooren | 21–14 | 21–18 |       |
| 14 juni | Köhler–Sude     | 2–0      | Toth–Benazzi  | 21–17 | 21–13 |       |
| 15 juni | Larissa–Juliana | 2–0      | Köhler–Sude   | 21–15 | 21–16 |       |
| 15 juni | Kadijk–Mooren   | 2–0      | Toth–Benazzi  | 21–17 | 22–20 |       |

#### Grupp B
|       |                    |   | Matcher | Matcher | Poäng | Poäng | Poäng | Set | Set | Set   |
| Plac. | Lag                | P | V       | F       | V     | F     | Ratio | V   | F   | Ratio |
| ----- | ------------------ | - | ------- | ------- | ----- | ----- | ----- | --- | --- | ----- |
| 1     | Talita–Antonelli   | 6 | 3       | 0       | 126   | 64    | 1.969 | 6   | 0   | MAX   |
| 2     | Vasina–Vozakova    | 5 | 2       | 1       | 124   | 129   | 0.961 | 4   | 3   | 1.333 |
| 3     | Liliana–Baquerizo  | 4 | 1       | 2       | 111   | 116   | 0.957 | 3   | 4   | 0.750 |
| 4     | Li Yuk Lo–Rigobert | 3 | 0       | 3       | 82    | 134   | 0.612 | 0   | 6   | 0.000 |

| Datum   |                   | Resultat |                    | Set 1 | Set 2 | Set 3 |
| ------- | ----------------- | -------- | ------------------ | ----- | ----- | ----- |
| 13 juni | Liliana–Baquerizo | 2–0      | Li Yuk Lo–Rigobert | 21–9  | 21–14 |       |
| 13 juni | Talita–Antonelli  | 2–0      | Vasina–Vozakova    | 21–14 | 21–9  |       |
| 14 juni | Vasina–Vozakova   | 2–0      | Li Yuk Lo–Rigobert | 21–13 | 29–27 |       |
| 14 juni | Talita–Antonelli  | 2–0      | Liliana–Baquerizo  | 21–9  | 21–13 |       |
| 15 juni | Liliana–Baquerizo | 1–2      | Vasina–Vozakova    | 21–15 | 13–21 | 13–15 |
| 15 juni | Talita–Antonelli  | 2–0      | Li Yuk Lo–Rigobert | 21–7  | 21–12 |       |

#### Grupp C
|       |                     |   | Matcher | Matcher | Poäng | Poäng | Poäng | Set | Set | Set   |
| Plac. | Lag                 | P | V       | F       | V     | F     | Ratio | V   | F   | Ratio |
| ----- | ------------------- | - | ------- | ------- | ----- | ----- | ----- | --- | --- | ----- |
| 1     | Kessy–Ross          | 6 | 3       | 0       | 150   | 106   | 1.415 | 6   | 1   | 6.000 |
| 2     | Klapalová–Hajecková | 4 | 1       | 2       | 133   | 138   | 0.964 | 4   | 4   | 1.000 |
| 3     | Graessli–Goricanec  | 4 | 1       | 2       | 125   | 139   | 0.899 | 3   | 5   | 0.600 |
| 4     | Hansel–Montagnolli  | 4 | 1       | 2       | 117   | 142   | 0.824 | 2   | 5   | 0.400 |

| Datum   |                     | Resultat |                     | Set 1 | Set 2 | Set 3 |
| ------- | ------------------- | -------- | ------------------- | ----- | ----- | ----- |
| 14 juni | Klapalová–Hajecková | 1–2      | Graessli–Goricanec  | 18–21 | 21–14 | 9–15  |
| 14 juni | Kessy–Ross          | 2–0      | Hansel–Montagnolli  | 29–27 | 21–11 |       |
| 14 juni | Hansel–Montagnolli  | 2–1      | Graessli–Goricanec  | 13–21 | 21–19 | 15–10 |
| 14 juni | Kessy–Ross          | 2–1      | Klapalová–Hajecková | 22–24 | 21–7  | 15–12 |
| 15 juni | Klapalová–Hajecková | 2–0      | Hansel–Montagnolli  | 21–16 | 21–14 |       |
| 15 juni | Kessy–Ross          | 2–0      | Graessli–Goricanec  | 21–13 | 21–12 |       |

#### Grupp D
|       |                   |   | Matcher | Matcher | Poäng | Poäng | Poäng | Set | Set | Set   |
| Plac. | Lag               | P | V       | F       | V     | F     | Ratio | V   | F   | Ratio |
| ----- | ----------------- | - | ------- | ------- | ----- | ----- | ----- | --- | --- | ----- |
| 1     | Keizer–van Iersel | 6 | 3       | 0       | 126   | 107   | 1.178 | 6   | 0   | MAX   |
| 2     | Nyström–Nyström   | 5 | 2       | 1       | 119   | 101   | 1.178 | 4   | 2   | 2.000 |
| 3     | Maaseide–Tørlen   | 4 | 1       | 2       | 101   | 119   | 0.849 | 2   | 4   | 0.500 |
| 4     | Santanna–Martins  | 3 | 0       | 3       | 107   | 126   | 0.849 | 0   | 6   | 0.000 |

| Datum   |                   | Resultat |                  | Set 1 | Set 2 | Set 3 |
| ------- | ----------------- | -------- | ---------------- | ----- | ----- | ----- |
| 13 juni | Nyström–Nyström   | 2–0      | Maaseide–Tørlen  | 21–12 | 21–13 |       |
| 13 juni | Keizer–van Iersel | 2–0      | Santanna–Martins | 21–19 | 21–19 |       |
| 14 juni | Santanna–Martins  | 0–2      | Maaseide–Tørlen  | 19–21 | 16–21 |       |
| 14 juni | Keizer–van Iersel | 2–0      | Nyström–Nyström  | 21–16 | 21–19 |       |
| 15 juni | Nyström–Nyström   | 2–0      | Santanna–Martins | 21–16 | 21–18 |       |
| 15 juni | Keizer–van Iersel | 2–0      | Maaseide–Tørlen  | 21–15 | 21–19 |       |

#### Grupp E
|       |                    |   | Matcher | Matcher | Poäng | Poäng | Poäng | Set | Set | Set   |
| Plac. | Lag                | P | V       | F       | V     | F     | Ratio | V   | F   | Ratio |
| ----- | ------------------ | - | ------- | ------- | ----- | ----- | ----- | --- | --- | ----- |
| 1     | May-Treanor–Walsh  | 6 | 3       | 0       | 126   | 92    | 1.370 | 6   | 0   | MAX   |
| 2     | Kolocová–Sluková   | 5 | 2       | 1       | 115   | 98    | 1.173 | 4   | 2   | 2.000 |
| 3     | Nováková–Tobiášová | 4 | 1       | 2       | 106   | 117   | 0.906 | 2   | 4   | 0.500 |
| 4     | Giombini–Rosso     | 3 | 0       | 3       | 87    | 127   | 0.685 | 0   | 6   | 0.000 |

| Datum   |                   | Resultat |                    | Set 1 | Set 2 | Set 3 |
| ------- | ----------------- | -------- | ------------------ | ----- | ----- | ----- |
| 14 juni | Giombini–Rosso    | 0–2      | Nováková–Tobiášová | 13–21 | 20–22 |       |
| 14 juni | May-Treanor–Walsh | 2–0      | Kolocová–Sluková   | 21–12 | 21–19 |       |
| 14 juni | Kolocová–Sluková  | 2–0      | Nováková–Tobiášová | 21–16 | 21–13 |       |
| 14 juni | May-Treanor–Walsh | 2–0      | Giombini–Rosso     | 21–16 | 21–11 |       |
| 15 juni | Kolocová–Sluková  | 2–0      | Giombini–Rosso     | 21–10 | 21–17 |       |
| 15 juni | May-Treanor–Walsh | 2–0      | Nováková–Tobiášová | 21–15 | 21–19 |       |

#### Grupp F
|       |                      |   | Matcher | Matcher | Poäng | Poäng | Poäng | Set | Set | Set   |
| Plac. | Lag                  | P | V       | F       | V     | F     | Ratio | V   | F   | Ratio |
| ----- | -------------------- | - | ------- | ------- | ----- | ----- | ----- | --- | --- | ----- |
| 1     | Arvaniti–Tsiartsiani | 6 | 3       | 0       | 136   | 114   | 1.193 | 6   | 1   | 6.000 |
| 2     | Schwaiger–Schwaiger  | 5 | 2       | 1       | 119   | 103   | 1.155 | 4   | 2   | 2.000 |
| 3     | Huang–Yue            | 4 | 1       | 2       | 118   | 130   | 0.908 | 3   | 4   | 0.750 |
| 4     | Cook–West            | 3 | 0       | 3       | 100   | 126   | 0.794 | 0   | 6   | 0.000 |

| Datum   |                      | Resultat |                      | Set 1 | Set 2 | Set 3 |
| ------- | -------------------- | -------- | -------------------- | ----- | ----- | ----- |
| 13 juni | Arvaniti–Tsiartsiani | 2–0      | Cook–West            | 21–14 | 21–15 |       |
| 13 juni | Schwaiger–Schwaiger  | 2–0      | Huang–Yue            | 21–16 | 21–10 |       |
| 14 juni | Huang–Yue            | 2–0      | Cook–West            | 21–17 | 21–19 |       |
| 14 juni | Schwaiger–Schwaiger  | 0–2      | Arvaniti–Tsiartsiani | 19–21 | 16–21 |       |
| 15 juni | Arvaniti–Tsiartsiani | 2–1      | Huang–Yue            | 16–21 | 21–18 | 15–11 |
| 15 juni | Schwaiger–Schwaiger  | 2–0      | Cook–West            | 21–19 | 21–16 |       |

#### Grupp G
|       |                     |   | Matcher | Matcher | Poäng | Poäng | Poäng | Set | Set | Set   |
| Plac. | Lag                 | P | V       | F       | V     | F     | Ratio | V   | F   | Ratio |
| ----- | ------------------- | - | ------- | ------- | ----- | ----- | ----- | --- | --- | ----- |
| 1     | Bawden–Palmer       | 6 | 3       | 0       | 135   | 110   | 1.227 | 6   | 0   | MAX   |
| 2     | Goller–Ludwig       | 5 | 2       | 1       | 150   | 146   | 1.027 | 4   | 4   | 1.000 |
| 3     | Banck–Günther       | 4 | 1       | 2       | 143   | 149   | 0.960 | 3   | 5   | 0.600 |
| 4     | Wesselink–Meppelink | 3 | 0       | 3       | 130   | 153   | 0.850 | 2   | 6   | 0.333 |

| Datum   |               | Resultat |                     | Set 1 | Set 2 | Set 3 |
| ------- | ------------- | -------- | ------------------- | ----- | ----- | ----- |
| 13 juni | Bawden–Palmer | 2–0      | Wesselink–Meppelink | 21–11 | 21–16 |       |
| 13 juni | Goller–Ludwig | 2–1      | Banck–Günther       | 21–12 | 17–21 | 15–9  |
| 14 juni | Banck–Günther | 2–1      | Wesselink–Meppelink | 21–17 | 19–21 | 16–14 |
| 14 juni | Goller–Ludwig | 0–2      | Bawden–Palmer       | 14–21 | 27–29 |       |
| 15 juni | Bawden–Palmer | 2–0      | Banck–Günther       | 21–19 | 22–20 |       |
| 15 juni | Goller–Ludwig | 2–1      | Wesselink–Meppelink | 19–21 | 21–15 | 15–12 |

#### Grupp H
|       |                 |   | Matcher | Matcher | Poäng | Poäng | Poäng | Set | Set | Set   |
| Plac. | Lag             | P | V       | F       | V     | F     | Ratio | V   | F   | Ratio |
| ----- | --------------- | - | ------- | ------- | ----- | ----- | ----- | --- | --- | ----- |
| 1     | Xue–Zhang       | 6 | 3       | 0       | 162   | 127   | 1.276 | 6   | 3   | 2.000 |
| 2     | Kuhn–Zumkehr    | 5 | 2       | 1       | 145   | 136   | 1.066 | 5   | 3   | 1.667 |
| 3     | Mullin–Dampney  | 4 | 1       | 2       | 111   | 133   | 0.835 | 3   | 4   | 0.750 |
| 4     | Candelas–García | 3 | 0       | 3       | 133   | 155   | 0.858 | 2   | 6   | 0.333 |

| Datum   |                 | Resultat |                 | Set 1 | Set 2 | Set 3 |
| ------- | --------------- | -------- | --------------- | ----- | ----- | ----- |
| 13 juni | Kuhn–Zumkehr    | 2–0      | Mullin–Dampney  | 21–11 | 21–16 |       |
| 13 juni | Xue–Zhang       | 2–1      | Candelas–García | 21–12 | 17–21 | 15–9  |
| 14 juni | Candelas–García | 0–2      | Mullin–Dampney  | 17–21 | 19–21 |       |
| 14 juni | Xue–Zhang       | 2–1      | Kuhn–Zumkehr    | 21–13 | 18–21 | 15–9  |
| 15 juni | Kuhn–Zumkehr    | 2–1      | Candelas–García | 24–26 | 21–19 | 15–10 |
| 15 juni | Xue–Zhang       | 2–1      | Mullin–Dampney  | 19–21 | 21–11 | 15–10 |

#### Grupp J
|       |                   |   | Matcher | Matcher | Poäng | Poäng | Poäng | Set | Set | Set   |
| Plac. | Lag               | P | V       | F       | V     | F     | Ratio | V   | F   | Ratio |
| ----- | ----------------- | - | ------- | ------- | ----- | ----- | ----- | --- | --- | ----- |
| 1     | Taiana–Vivian     | 6 | 3       | 0       | 126   | 93    | 1.355 | 6   | 0   | MAX   |
| 2     | Holtwick–Semmler  | 5 | 2       | 1       | 125   | 108   | 1.157 | 4   | 2   | 2.000 |
| 3     | Brink-Abeler–Grün | 4 | 1       | 2       | 124   | 136   | 0.912 | 2   | 5   | 0.400 |
| 4     | Lessard–Martin    | 3 | 0       | 3       | 100   | 138   | 0.725 | 1   | 6   | 0.167 |

| Datum   |                   | Resultat |                   | Set 1 | Set 2 | Set 3 |
| ------- | ----------------- | -------- | ----------------- | ----- | ----- | ----- |
| 14 juni | Brink-Abeler–Grün | 0–2      | Holtwick–Semmler  | 26–28 | 11–21 |       |
| 14 juni | Taiana–Vivian     | 2–0      | Lessard–Martin    | 21–16 | 21–10 |       |
| 14 juni | Lessard–Martin    | 0–2      | Holtwick–Semmler  | 15–21 | 14–21 |       |
| 14 juni | Taiana–Vivian     | 2–0      | Brink-Abeler–Grün | 21–18 | 21–15 |       |
| 15 juni | Lessard–Martin    | 1–2      | Brink-Abeler–Grün | 21–18 | 12–21 | 12–15 |
| 15 juni | Taiana–Vivian     | 2–0      | Holtwick–Semmler  | 21–17 | 21–17 |       |

#### Grupp K
|       |                      |   | Matcher | Matcher | Poäng | Poäng | Poäng | Set | Set | Set   |
| Plac. | Lag                  | P | V       | F       | V     | F     | Ratio | V   | F   | Ratio |
| ----- | -------------------- | - | ------- | ------- | ----- | ----- | ----- | --- | --- | ----- |
| 1     | Ukolova–Khomyakova   | 6 | 3       | 0       | 139   | 116   | 1.198 | 6   | 1   | 6.000 |
| 2     | Maria Clara–Carolina | 5 | 2       | 1       | 116   | 102   | 1.137 | 4   | 2   | 2.000 |
| 3     | Bansley–Maloney      | 4 | 1       | 2       | 105   | 121   | 0.868 | 2   | 4   | 0.500 |
| 4     | Barnett–Rohkamper    | 3 | 0       | 3       | 119   | 140   | 0.850 | 1   | 6   | 0.167 |

| Datum   |                      | Resultat |                    | Set 1 | Set 2 | Set 3 |
| ------- | -------------------- | -------- | ------------------ | ----- | ----- | ----- |
| 13 juni | Barnett–Rohkamper    | 0–2      | Bansley–Maloney    | 17–21 | 20–22 |       |
| 13 juni | Maria Clara–Carolina | 0–2      | Ukolova–Khomyakova | 16–21 | 16–21 |       |
| 14 juni | Ukolova–Khomyakova   | 2–0      | Bansley–Maloney    | 21–12 | 21–18 |       |
| 14 juni | Maria Clara–Carolina | 2–0      | Barnett–Rohkamper  | 21–15 | 21–13 |       |
| 15 juni | Barnett–Rohkamper    | 1–2      | Ukolova–Khomyakova | 19–21 | 21–18 | 14–16 |
| 15 juni | Maria Clara–Carolina | 2–0      | Bansley–Maloney    | 21–13 | 21–19 |       |

#### Grupp L
|       |                |   | Matcher | Matcher | Poäng | Poäng | Poäng | Set | Set | Set   |
| Plac. | Lag            | P | V       | F       | V     | F     | Ratio | V   | F   | Ratio |
| ----- | -------------- | - | ------- | ------- | ----- | ----- | ----- | --- | --- | ----- |
| 1     | Akers–Branagh  | 6 | 3       | 0       | 142   | 116   | 1.224 | 6   | 1   | 6.000 |
| 2     | Gielen–Mouha   | 5 | 2       | 1       | 144   | 137   | 1.051 | 5   | 3   | 1.667 |
| 3     | Gioria–Momoli  | 4 | 1       | 2       | 101   | 120   | 0.842 | 2   | 4   | 0.500 |
| 4     | Minusa–Jursone | 3 | 0       | 3       | 120   | 134   | 0.896 | 1   | 6   | 0.167 |

| Datum   |                | Resultat |                | Set 1 | Set 2 | Set 3 |
| ------- | -------------- | -------- | -------------- | ----- | ----- | ----- |
| 13 juni | Minusa–Jursone | 1–2      | Gielen–Mouha   | 18–21 | 21–14 | 13–15 |
| 13 juni | Akers–Branagh  | 2–0      | Gioria–Momoli  | 21–15 | 21–17 |       |
| 14 juni | Gioria–Momoli  | 0–2      | Gielen–Mouha   | 17–21 | 10–21 |       |
| 14 juni | Akers–Branagh  | 2–0      | Minusa–Jursone | 21–16 | 21–16 |       |
| 15 juni | Gioria–Momoli  | 2–0      | Minusa–Jursone | 21–19 | 21–17 |       |
| 15 juni | Akers–Branagh  | 2–1      | Gielen–Mouha   | 22–24 | 21–15 | 15–13 |

#### Grupp M
|       |                              |   | Matcher | Matcher | Poäng | Poäng | Poäng | Set | Set | Set   |
| Plac. | Lag                          | P | V       | F       | V     | F     | Ratio | V   | F   | Ratio |
| ----- | ---------------------------- | - | ------- | ------- | ----- | ----- | ----- | --- | --- | ----- |
| 1     | Cicolari–Menegatti           | 6 | 3       | 0       | 126   | 81    | 1.556 | 6   | 0   | MAX   |
| 2     | Fendrick–Hanson              | 5 | 2       | 1       | 130   | 109   | 1.193 | 4   | 3   | 1.333 |
| 3     | Johns–Boulton                | 4 | 1       | 2       | 102   | 120   | 0.850 | 2   | 4   | 0.500 |
| 4     | van der Hoeven–van der Vlist | 3 | 0       | 3       | 90    | 138   | 0.652 | 1   | 6   | 0.167 |

| Datum   |                    | Resultat |                              | Set 1 | Set 2 | Set 3 |
| ------- | ------------------ | -------- | ---------------------------- | ----- | ----- | ----- |
| 14 juni | Cicolari–Menegatti | 2–0      | van der Hoeven–van der Vlist | 21–7  | 21–8  |       |
| 14 juni | Fendrick–Hanson    | 2–0      | Johns–Boulton                | 21–16 | 21–12 |       |
| 14 juni | Johns–Boulton      | 2–0      | van der Hoeven–van der Vlist | 21–18 | 21–18 |       |
| 14 juni | Fendrick–Hanson    | 0–2      | Cicolari–Menegatti           | 17–21 | 17–21 |       |
| 15 juni | Cicolari–Menegatti | 2–0      | Johns–Boulton                | 21–17 | 21–15 |       |
| 15 juni | Fendrick–Hanson    | 2–1      | van der Hoeven–van der Vlist | 21–10 | 18–21 | 15–8  |

#### Tredjeplacerade lag
De åtta bästa treorna går vidare till sextondelsfinal.
|       |                    |   | Matcher | Matcher | Poäng | Poäng | Poäng | Set | Set | Set   |
| Plac. | Lag                | P | V       | F       | V     | F     | Ratio | V   | F   | Ratio |
| ----- | ------------------ | - | ------- | ------- | ----- | ----- | ----- | --- | --- | ----- |
| 1     | Liliana–Baquerizo  | 4 | 1       | 2       | 111   | 116   | 0.957 | 3   | 4   | 0.750 |
| 2     | Huang–Yue          | 4 | 1       | 2       | 118   | 130   | 0.908 | 3   | 4   | 0.750 |
| 3     | Mullin–Dampney     | 4 | 1       | 2       | 111   | 133   | 0.835 | 3   | 4   | 0.750 |
| 4     | Banck–Günther      | 4 | 1       | 2       | 143   | 149   | 0.960 | 3   | 5   | 0.600 |
| 5     | Graessli–Goricanec | 4 | 1       | 2       | 125   | 139   | 0.899 | 3   | 5   | 0.600 |
| 6     | Nováková–Tobiášová | 4 | 1       | 2       | 106   | 117   | 0.906 | 2   | 4   | 0.500 |
| 7     | Kadijk–Mooren      | 4 | 1       | 2       | 110   | 122   | 0.902 | 2   | 4   | 0.500 |
| 8     | Bansley–Maloney    | 4 | 1       | 2       | 105   | 121   | 0.868 | 2   | 4   | 0.500 |
| 9     | Johns–Boulton      | 4 | 1       | 2       | 102   | 120   | 0.850 | 2   | 4   | 0.500 |
| 10    | Maaseide–Tørlen    | 4 | 1       | 2       | 101   | 119   | 0.849 | 2   | 4   | 0.500 |
| 11    | Gioria–Momoli      | 4 | 1       | 2       | 101   | 120   | 0.842 | 2   | 4   | 0.500 |
| 12    | Brink-Abeler–Grün  | 4 | 1       | 2       | 124   | 136   | 0.912 | 2   | 5   | 0.400 |

### Slutspel

#### Sextondelsfinal
| Datum   |                      | Resultat |                      | Set 1 | Set 2 | Set 3 |
| ------- | -------------------- | -------- | -------------------- | ----- | ----- | ----- |
| 16 juni | Graessli–Goricanec   | 0–2      | Larissa–Juliana      | 16-21 | 15-21 |       |
| 16 juni | Kolocová–Sluková     | 0–2      | Maria Clara–Carolina | 17-21 | 14-21 |       |
| 16 juni | Taiana–Vivian        | 0–2      | Fendrick–Hanson      | 23-25 | 20-22 |       |
| 16 juni | Arvaniti–Tsiartsiani | 0–2      | Liliana–Baquerizo    | 17-21 | 13-21 |       |
| 16 juni | Bawden–Palmer        | 2–1      | Huang–Yue            | 24-26 | 22-20 | 15-11 |
| 16 juni | Akers–Branagh        | 1–2      | Klapalová–Hajecková  | 22-24 | 21-19 | 13-15 |
| 16 juni | Nyström–Nyström      | 0–2      | Köhler–Sude          | 19-21 | 19-21 |       |
| 16 juni | Keizer–van Iersel    | 2–0      | Kadijk–Mooren        | 21-17 | 21-15 |       |
| 16 juni | Bansley–Maloney      | 0–2      | Kessy–Ross           | 14-21 | 14-21 |       |
| 16 juni | Holtwick–Semmler     | 2–0      | Gielen–Mouha         | 21-19 | 21-18 |       |
| 16 juni | Ukolova–Khomyakova   | 0–2      | Goller–Ludwig        | 15-21 | 17-21 |       |
| 16 juni | May-Treanor–Walsh    | 2–0      | Mullin–Dampney       | 21-13 | 21-12 |       |
| 16 juni | Xue–Zhang            | 2–0      | Banck–Günther        | 21-12 | 21-12 |       |
| 16 juni | Cicolari–Menegatti   | 2–0      | Vasina–Vozakova      | 21-16 | 21-18 |       |
| 16 juni | Schwaiger–Schwaiger  | 2–0      | Kuhn–Zumkehr         | 21-14 | 21-14 |       |
| 16 juni | Talita–Antonelli     | 2–1      | Nováková–Tobiášová   | 21-19 | 21-23 | 15-11 |

#### Åttondelsfinal
| Datum   |                      | Resultat |                     | Set 1 | Set 2 | Set 3 |
| ------- | -------------------- | -------- | ------------------- | ----- | ----- | ----- |
| 17 juni | Maria Clara–Carolina | 0–2      | Larissa–Juliana     | 14–21 | 15–21 |       |
| 17 juni | Liliana–Baquerizo    | 0–2      | Fendrick–Hanson     | 19–21 | 13–21 |       |
| 17 juni | Klapalová–Hajecková  | 2–1      | Bawden–Palmer       | 16–21 | 21–19 | 15–13 |
| 17 juni | Keizer–van Iersel    | 1–2      | Köhler–Sude         | 17–21 | 21–17 | 11–15 |
| 17 juni | Holtwick–Semmler     | 1–2      | Kessy–Ross          | 18–21 | 21–15 | 10–15 |
| 17 juni | May-Treanor–Walsh    | 2–1      | Goller–Ludwig       | 21–19 | 18–21 | 15–11 |
| 17 juni | Cicolari–Menegatti   | 0–2      | Xue–Zhang           | 15–21 | 19–21 |       |
| 17 juni | Talita–Antonelli     | 2–1      | Schwaiger–Schwaiger | 18–21 | 21–15 | 22–20 |

#### Kvartsfinal
| Datum   |                   | Resultat |                     | Set 1 | Set 2 | Set 3 |
| ------- | ----------------- | -------- | ------------------- | ----- | ----- | ----- |
| 17 juni | Fendrick–Hanson   | 1–2      | Larissa–Juliana     | 13–21 | 21–17 | 12–15 |
| 17 juni | Köhler–Sude       | 0–2      | Klapalová–Hajecková | 14–21 | 18–21 |       |
| 17 juni | May-Treanor–Walsh | 2–1      | Kessy–Ross          | 21–18 | 18–21 | 15–10 |
| 17 juni | Talita–Antonelli  | 1–2      | Xue–Zhang           | 17–21 | 21–18 | 11–15 |

#### Semifinal
| Datum   |                     | Resultat |                   | Set 1 | Set 2 | Set 3 |
| ------- | ------------------- | -------- | ----------------- | ----- | ----- | ----- |
| 18 juni | Klapalová–Hajecková | 0–2      | Larissa–Juliana   | 14–21 | 13–21 |       |
| 18 juni | Xue–Zhang           | 1–2      | May-Treanor–Walsh | 17–21 | 21–15 | 10–15 |

#### Bronsmatch
| Datum   |           | Resultat |                     | Set 1 | Set 2 | Set 3 |
| ------- | --------- | -------- | ------------------- | ----- | ----- | ----- |
| 19 juni | Xue–Zhang | 2–0      | Klapalová–Hajecková | 21–14 | 21–12 |       |

#### Final
| Datum   |                   | Resultat |                 | Set 1 | Set 2 | Set 3 |
| ------- | ----------------- | -------- | --------------- | ----- | ----- | ----- |
| 19 juni | May-Treanor–Walsh | 1–2      | Larissa–Juliana | 17–21 | 21–13 | 14–16 |